# Província de Settat
La província de Settat (en àrab إقليم سطات, iqlīm Saṭṭāt; en amazic ⵜⴰⵙⴳⴰ ⵏ ⵙⵟⵟⴰⵟ, tasga n Aẓṭṭaḍ) és una de les províncies del Marroc, fins 2015 part de la regió de Chaouia-Ouardigha i actualment de la de Casablanca-Settat. Té una superfície de 9.750 km² i 956.904 habitants censats en 2004. La capital és Settat.

## Divisió administrativa
La província de Settat està formada pels següents nuclis de població:
| Municipi           | Nom àrab       | Població |
| ------------------ | -------------- | -------- |
| Settat             | سطات           | 116.570  |
| Berrechid          | برشيد          | 89.830   |
| Deroua             | الدورة         | 36.066   |
| Sahel Oulad H'Riz  | ساحل ولاد حريز | 26.435   |
| Sidi Rahal Chatai  | سيدي رحال شطاي | 22.426   |
| Ben Ahmed          | بن أحمد        | 21.361   |
| Soualem            | السوالم        | 19.216   |
| Sidi Hajjaj        | سيدي حجاج      | 18.687   |
| El Gara            | الكارة         | 18.070   |
| Dar Chaffai        | دار الشافعي    | 17.632   |
| Lakhiaita          | الخيايطة       | 17.538   |
| El Borouj          | ألبروج         | 16.222   |
| Laghnimyine        | الغنيميين      | 16.191   |
| Ras el Aïn Chaouia |                | 15.607   |
| Sidi el Aïdi       | سيدي العايدي   | 13.273   |